# 塔玛拉·泰勒
塔玛拉·泰勒 出生于1970年九月27日是一名加拿大的女演员。 她最为人熟知的角色是在美剧《识骨寻踪》中饰演凯姆·瑟罗一角，该角色的职务为法医病理学家与实验室的主管。

## 个人生活
泰勒出生在多伦多，父亲为非裔加拿大人，母亲为苏格兰加拿大人。她从高中辍学后，她尝试着做模特出去见世面，而她的母亲也支持她的决定:“她告诉我，学校总是在那里。”
泰勒与内芙·坎贝尔是表亲关系，泰勒与她共同出演了美剧《五口之家》。
泰勒于2007年与律师迈尔斯·库勒结婚，但在2012年5月离婚。

## 演艺生涯
她曾出演CBS的医疗剧《3磅之重》的德拉一角，UPN所制作的《性,爱情,秘密》系列中的妮娜，但可惜这两个系列均只制作了一季后计划便夭折。
泰勒还在重返犯罪現場，数字追凶，迷失，CSI犯罪現場：邁阿密，失蹤現場，《五口之家》和恋爱时代中均有客串出演。 在她的电影处女作《神经搭错线》中，她饰演了一名被马龙·韦恩斯爱慕的角色。 她在2005年的浪漫喜剧《疯女人日记》中饰演了德博拉-西蒙斯一角，在《飞跃星河梦》饰演了哈莉·贝瑞最好的朋友,在喬斯·溫登自编自导的萤火虫电视连续剧的续作电影衝出寧靜號中有一个简短的角色。泰勒在衝出寧靜號电影中与大衛·伯瑞納一起试镜，两位演员之前在吸血鬼猎人巴菲和夜行天使曾经合作过。她还出演了电视连续剧《迷失》，在剧中饰演迈克尔的前女友和沃尔特的母亲。
她在《识骨寻踪》的第一次出场是第二季的第一集:“轨道上的泰坦”饰演法医学博士凯姆·瑟罗一角，她在本季的前六集是以客串的身份参与其中的。
原本编剧哈特·汉森(Hart Hanson)为了创造更多的紧张的剧情，而曾计划让剧中角色：连环杀手霍华德·埃普斯(Howard Epps)在第12集的时候将她杀死。但是泰勒在剧中的表现十分出色，以至于编剧们将她重新定位成本剧的主要角色之一。到了第7集的"卷发女孩",她在标题序列的身份变成了主要角色。

## 作品

### 电影
| 年份   | 剧名               | 角色          | 注释     |
| ------ | ------------------ | ------------- | -------- |
| 1998年 | 神经搭错线         | 贾尼丝·泰森   |          |
| 1999年 | 飞越星河梦         | 格里·尼古拉斯 | 影视片   |
| 2005年 | 疯女人日记         | 德博拉·西蒙斯 |          |
| 2005年 | 衝出寧靜號         | 老师          |          |
| 2007年 | 戈登·格拉斯        | 凯伦          |          |
| 2011   | 洗牌               | 琳达          |          |
| 2015   | 正义联盟：神魔之战 | 贝卡/神奇女俠 | 声优     |
| 2015   | 安格斯瀑布         | 米娜          | 后期制作 |
| 2015   | 不情愿保姆         | 安德烈·摩尔   |          |

### 电视连续剧
| 年份      | 剧名                | 角色                | 注解                           |
| --------- | ------------------- | ------------------- | ------------------------------ |
| 1991      | 一个不同的世界      | 烤肉会出席者(客串)  | 片段:《永远不能说再见》        |
| 1992      | 新生宿舍            | 卡拉                | 片段: "红字"                   |
| 1996–1997 | 五口之家            | 格雷斯·威尔科克斯   | 16集                           |
| 1998      | 恋爱时代            | 劳拉·韦斯顿         | 2集                            |
| 1999      | 明日新闻            | 梅雷迪思·阿姆斯特朗 | 片段: "爆炸是很难做到的"       |
| 1999      | 普罗维登斯          | 特雷西·多伊尔       | 片段: "幽灵的威胁"             |
| 2000      | 天使之城            | 安娜·西法克斯博士   | 13集                           |
| 2002–2003 | 隐山市              | 莎拉·蒂默曼         | 17集                           |
| 2003      | 奇迹                | 琳达·夸利博士       | 片段: "弗格森综合症"           |
| 2003      | 雪山镇              | 伦塞博士            | 片段: "爸爸的小女儿"           |
| 2003      | 贝克尔              | 达纳·麦考尔         | 片段: "说的令人难以置信的错误" |
| 2003      | 失蹤現場            | 特蕾西·麦卡利斯特   | 片段: "旅行箱"                 |
| 2004      | 地区                | 替代哈尔彭的人      | 片段: "亦称"                   |
| 2004      | 六呎風雲            | 罗杰的律师          | 片段: "防空洞"                 |
| 2004      | CSI犯罪現場：邁阿密 | 莱斯利·哈里森博士   | 片段: "犯罪浪潮"               |
| 2004      | 一对一              | 朱迪                | 片段: "谁带来了只假火鸡？"     |
| 2005      | 迷失                | 苏姗·劳埃德         | 2集                            |
| 2005      | 性,爱情,秘密        | 妮娜                | 8集                            |
| 2005–2006 | 重返犯罪現場        | 特别探员 卡西·耶茨  | 2集                            |
| 2006      | 数字追凶            | 奥利维亚·罗林斯     | 片段: "The O.G."               |
| 2006      | 三磅之重            | 德拉                | 片段: "难以言语"               |
| 2006–2017 | 识骨寻踪            | 凯姆·瑟罗博士       | 223集                          |
| 2015      | 地狱厨房            | 自己                | 片段: "4名厨师竞赛"            |
| 2015      | 正义联盟：神魔之战  | 贝卡/神奇女俠       | 片段: "大"                     |
| 2015      | 寻找真理            | 伊尔莎·赞恩         | 3集                            |
| 2017      | 碳變                | 乌·普雷斯科特       | 反复出现                       |